# Деменко, Константин Васильевич
Константин Васильевич Деменко (11 августа 1975, Кабардино-Балкарская АССР, СССР) — российский футболист и тренер.
Карьеру начал в 1992 году в команде второй лиги «Пресня» Москва, фарм-клубе «Асмарала». В середине сезона перешёл в нальчикский «Спартак», в составе которого 13 июня провёл игру 1/64 финала Кубка России против «Динамо-АПК». В 1993—1996 годах играл в командах второй лиги «Автозапчасть» Баксан (1993, 1995—1996) и «Спартак» Нальчик (1994). В 1997—2003 годах играл в первом дивизионе за «Спартак» (235 матчей, 26 голов), в 2004—2009 годах — за «КАМАЗ» Набережные Челны (162 матча, 12 голов).
В 2010 году — тренер ФК «Крылья Советов» Самара, в 2012 году — главный тренер «КАМАЗа-2», с лета 2012 входил в тренерский штаб «КАМАЗа», в 2014—2015 — тренер второй и молодёжной команд казанского «Рубина», в 2016 году — тренер казахстанского ФК «Актобе». С 2017 года — тренер нижнекамского «Нефтехимика».